# Nueva Resistencia
Nueva Resistencia (En Portugués: Nova Resistência; NR) es un movimiento político nacionalista brasileño. El movimiento político creado durante la crisis de 2014-16 aboga por la llamada 'Cuarta Teoría Política', una rama rusa de Alexandr Dugin. 
El Movimiento se presenta como una unión "con células de todo el mundo", formada por eurasianistas, nacional-bolcheviques, duginistas, "nacional-revolucionarios", "anticapitalistas de derecha" entre otros, contra la "agenda globalista".
La mayoría de sus miembros están afiliados al Partido Democrático Laborista (PDT), en el que se representan en torno a la figura de Getúlio Vargas, el mismo presidente que inspira, en otros aspectos, la base filosófica del PDT. En junio de 2022, el propio partido anunció que expulsaría a los miembros del movimiento que se infiltraban en el PDT.